# Épine iliaque postérieure et inférieure
L'épine iliaque postérieure et inférieure est une saillie osseuse de l'os coxal, située sur le bord postérieur de l'aile de l'ilium.

## Description
L'épine iliaque postérieur et inférieure est située sous l'épine iliaque postérieure et supérieure dont elle est séparée par une petite échancrure.
Elle correspond à l'extrémité postérieure de la surface auriculaire de l'ilion.

## Aspect clinique
L'épine iliaque postérieure et inférieure est palpable sous la peau.